# Marbella
Marbella è un comune spagnolo di 156 295 abitanti situato nella comunità autonoma dell'Andalusia.
Bagnata dal Mar Mediterraneo e situata a metà strada tra Malaga e Gibilterra, è un importante centro balneare, una delle più rinomate e importanti località a livello turistico della Costa del Sol, un'attrazione internazionale da moltissimi anni grazie alle numerose infrastrutture turistiche. Nel 2022 la popolazione della città è stata stimata in 150.725 abitanti, rendendola il secondo municipio più abitato della provincia di Malaga e il settimo dell'Andalusia.
La città vanta anche un'eredità archeologica significativa, molti musei e spazi per le esibizioni, oltre a un calendario culturale con eventi che possono spaziare dei concerti reggae fino alle opere liriche. Fu un possedimento islamico, ed è a questo periodo che risalgono il castello, le mura ed anche il nome, che deriva da Marbil-la (in arabo مربلة‎?). Nel 1485 gli spagnoli riconquistarono la città.

## Monumenti e luoghi d'interesse
- Città Vecchia (Casco Antiguo)

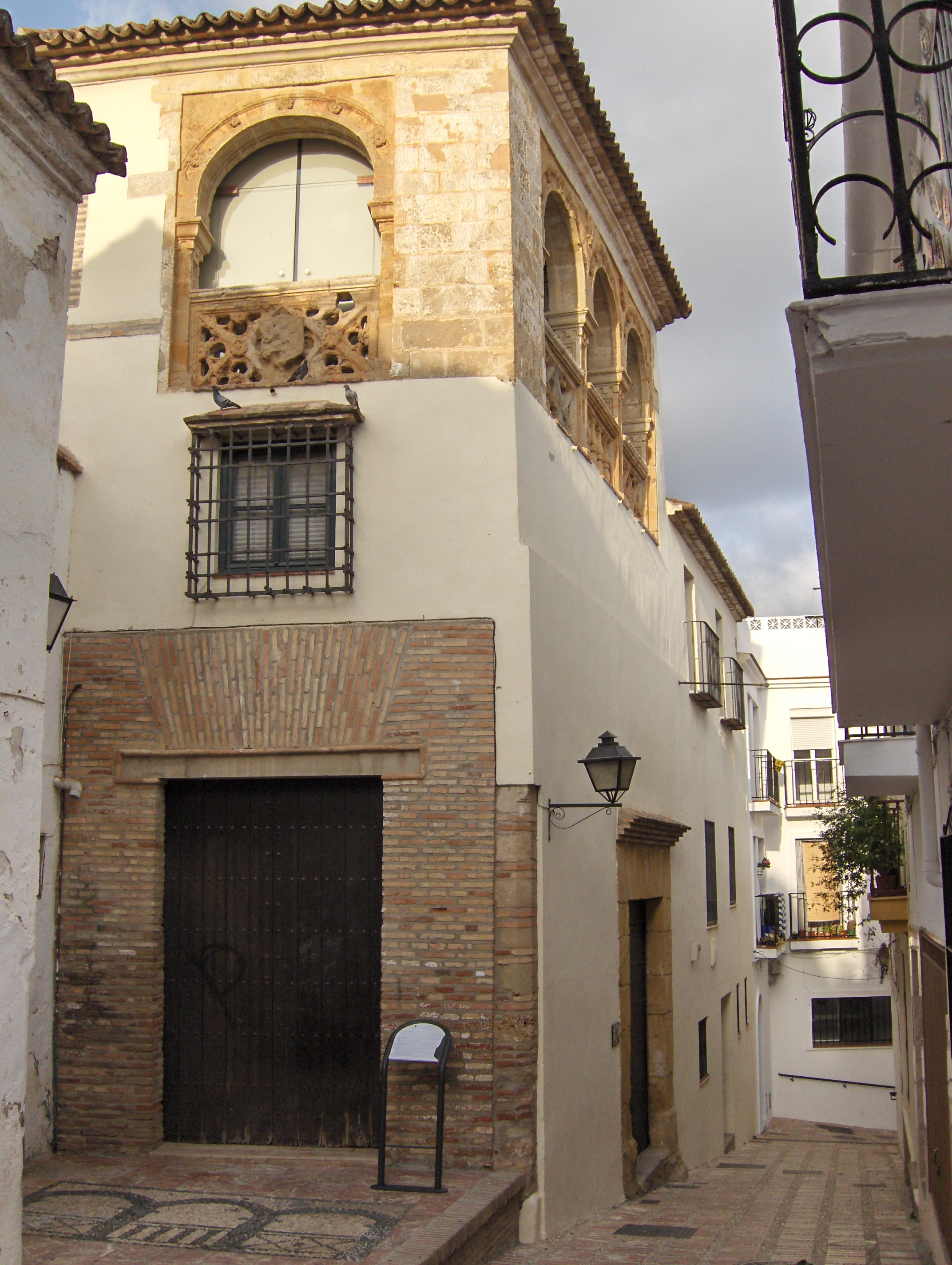
Hospital Bazán

La città antica di Marbella è inclusa all'interno delle mura antiche della città. È composta dalle due parti storiche della città, il Barrio Alto, che si sviluppa verso nord e il Barrio Nuevo, situato a est. La città antica ha mantenuto quasi intatta l'antica forma databile attorno al XVI secolo. Uno dei luoghi più interessanti per visitare è sicuramente la Plaza de los Naranjos, un esempio di rinascimento castigliano. Proprio in questa piazza è possibile visionare edifici molto interessanti e al suo centro i celebri alberi di arancio e il loro profumo inconfondibile.
Il municipio è stato costruito nel 1568 dai Re cattolici in stile rinascimentale. La casa del sindaco che combina stile gotico e rinascimentale nella sua facciata deve al suo interno degli affreschi che meritano di essere visitati nella cappella di Santiago, l'edificio religioso più antico della città, costruito prima della piazza e databile attorno al XV secolo.
Altri edifici di interesse storico sono:
- Moschea del Re Abdelaziz
- La chiesa di Santa María de la Encarnación, costruita in stile barocco con i lavori che iniziarono nel 1618.[1]
- La Casa del Roque e le rovine del castello arabo e delle mura difensive.
- La Capilla de San Juan de Dios in stile rinascimentale.
- L'Hospital Real de la Misericordia (Ospedale Reale della Misericordia).
- L'Hospital Bazán che al momento ospita un museo.

## Società

### Evoluzione demografica
Abitanti censiti

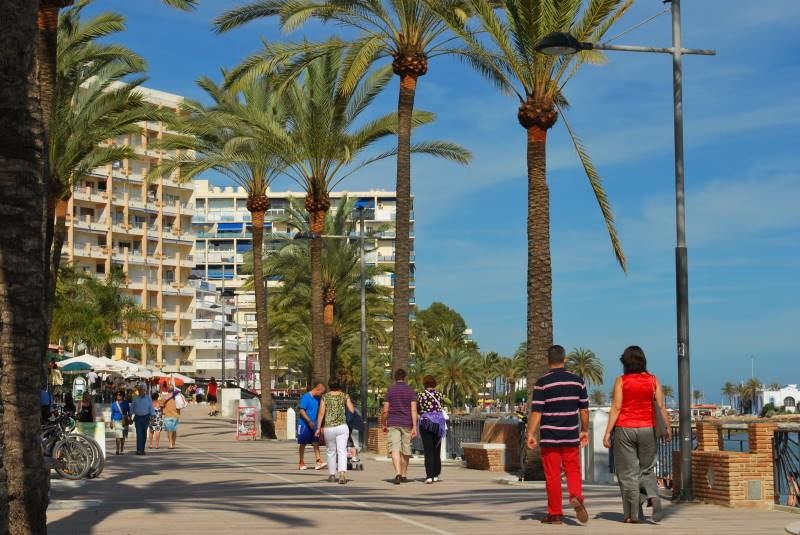
Il lungomare di Marbella

In questa città è nata l'attrice inglese Millie Bobby Brown celebre per aver partecipato alla serie TV Stranger Things e per essere diventata la più giovane ambasciatrice della storia dell'UNICEF.

## Economia
Secondo i dati del 2003, Marbella è tra i comuni con il più alto reddito familiare disponibile pro capite dell'Andalusia, seconda a Mojácar e a pari merito con altri quattro comuni, tra cui il vicino Benahavís.

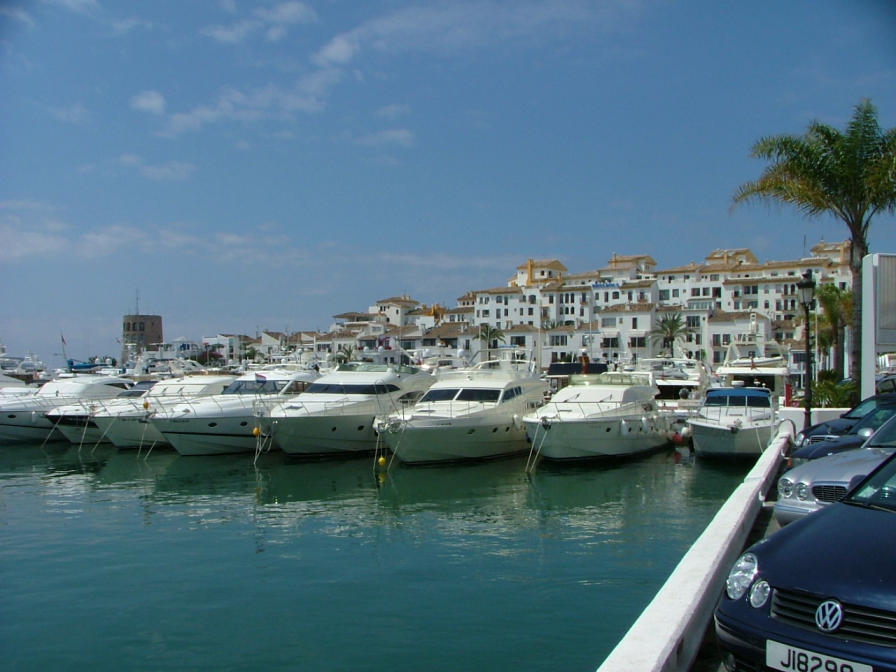
Il porto turistico di Puerto Banús

Il suo settore imprenditoriale era composto da 17.647 stabilimenti nel 2005, pari al 14,7% delle imprese della provincia di Malaga, e ha mostrato un maggiore dinamismo rispetto allo stesso capoluogo di provincia per quanto riguarda la crescita nel periodo 1998-2004, quando è cresciuto del 9% rispetto al tasso di crescita del 2,4% di Malaga. Rispetto al resto dell'Andalusia, il volume di produzione di Marbella è superiore a quello della maggior parte degli altri comuni con popolazione simile, collocandosi addirittura al di sopra dei capoluoghi di Almería, Huelva e Jaén.
Come nella maggior parte delle città della costa andalusa, l'economia di Marbella ruota attorno alle attività terziarie. Il settore dei servizi rappresenta il 60% dell'occupazione, mentre il commercio rappresenta quasi il 20%. I principali rami del settore dei servizi sono l'ospitalità, l'immobiliare e i servizi alle imprese, il che sottolinea l'importanza del turismo nell'economia di Marbella. L'occupazione nel settore delle costruzioni, dell'industria e dell'agricoltura è rispettivamente del 14,2%, del 3,8% e del 2,4%.
Il numero di imprese del settore dei servizi rappresenta l'87,5% del totale. Le imprese del settore delle costruzioni rappresentano il 9,6% e quelle dell'industria il 2,9%. Di queste aziende, l'89,5% ha meno di 5 dipendenti e solo il 2,3% ha un organico di almeno 20 dipendenti.
Nel 2008, uno studio dell'Istituto di Statistica dell'Andalusia (IEA), basato su 14 variabili (reddito, attrezzature, formazione, ecc.), ha rilevato che Marbella è la città andalusa con il benessere generale più sviluppato e la più alta qualità della vita. Secondo i risultati dello studio, Marbella è al primo posto per numero di cliniche private, impianti sportivi e scuole private.
Nel dicembre 2016, un fondo di investimento con sede a Hong Kong ha annunciato di aver acquistato 170.000 metri quadrati di terreno vicino le colline di Elviria e di voler investire 300 milioni di euro per sviluppare un hotel di lusso a cinque stelle e 120 ville. Secondo il promotore, il futuro resort "sarà il più lussuoso del Paese" e sarà gestito da una catena alberghiera internazionale.

### Gemellaggi
- Baler
- Nevers
- Nabeul
- Miami Beach[5]
- Doha
- Gedda
- Cabourg